# Предмет бр. 249
Предмет бр. 249 (енгл. Lot No. 249) је хорор приповетка британског писца Артура Конана Дојла, први пут објављена у септембру 1892. у часопису Harper's Magazine. Прича говори о Аберкромбију Смиту, студенту са Оксфорда, који примећује низ чудних догађаја око Едварда Белингама, студента египтологије који поседује многе древне египатске артефакте, укључујући мумију.
Написана током периода великог европског интересовања за египатску културу познатог као Египтоманија, прича је била инспирисана Дојловим интересовањима за натприродно, злочин и египтологију. Иако су се реанимиране мумије и раније појављивале у енглеској књижевности, Дојлова прича је била прва која је једну од њих приказала као опасну. Прича је нашироко антологизована и добила је позитивне рецензије критичара, укључујући похвале аутора Х. Ф. Лавкрафта и Ен Рајс. Критичари су упоредили причу са делима Едгара Алана Поа и Х. Рајдера Хагарда и протумачили да садржи теме империјализма и мушкости. Приповетка је адаптиран за филм и телевизију, и значајно је утицала на касније медије који су приказивали мумије, као и на друга дела хорор фантастике.

## Радња
Године 1884, Аберкромби Смит, студент медицине на Универзитету у Оксфорду, позван је да дође у просторије свог комшије и колеге студента Едварда Белингама. Белингам, фанатични студент египтологије који поседује многе древне египатске артефакте, онесвестио се од тешког шока. Док Смит користи своје медицинске вештине да поврати Белингама, Белингамов пријатељ Вилијам Монкхаус Ли (са чијом је сестром Белингам верен) објашњава да Белингам има чудну опсесију египатском мумијом коју је купио на аукцији. Белингам држи мумију у својој соби под називом „Предмет бр. 249”.
Током наредних неколико недеља, Смита често узнемирава звук мрмљања из Белингамове собе. Чувар зграде, Томас Стајлс, поверава се Смиту да је чуо нешто како хода по Белингамовој соби док је Белингам био напољу. Убрзо након тога, мистериозна и наизглед нељудска прилика насилно је напала студента по имену Лонг Нортон, са којим је Белингам већ дуго био у завади. Сумњајући да је Белингам повезан са нападом, Смит се заклиње да ће у потпуности избегавати свог комшију.
Недуго затим, Монкхаус Ли упозорава Смита на Белингама. Он објашњава да је отказао веридбу своје сестре са Белингамом, након што му је Белингам поверио страшну тајну о којој се заклео да ће ћутати. Касније, када прође поред Белингамове собе, Смиту се чини да је мумија нестала и да се касније поново нашла у свом саркофагу.
Након што је открио да је Ли нападнут на сличан начин као Нортон, Смит закључује да је Белингам оживео мумију и да је шаље да напада људе који му нису по вољи. Смит се љутито суочава са Белингамом због напада на Лија, али Белингам пориче било какву умешаност. Следеће вечери, Смита почиње да прогања мумија док је шетао мрачном сеоском стазом. Бежећи од ужаса, он за длаку побегне од створења. Он схвата да му је живот сада у опасности и да мора да предузме мере да заустави Белингамово зло. Следећег дана Смит улази у Белингамову собу и приморава га под претњом пиштоља да спали мумију и све артефакте везане за њено оживљавање. Када је све уништено, Смит се заклиње да ће се вратити ако Белингам поново покуша било шта слично. Белингам одмах напушта универзитет и бежи у Судан.

## Позадина
Током деветнаестог века, Наполеонова кампања у Египту (1798–1801), у комбинацији са превођењем камена из Розете, довела је до тога да су многи Европљани постали фасцинирани староегипатском уметношћу, архитектуром, науком и религијом; ова фасцинацијом је постала позната као „Египтоманија”. Египтоманија је проузроковала да мумије постану „трајна тема у западној фикцији”. У свом делу Хорор књижевност кроз историју: Енциклопедија прича које говоре о нашим најдубљим страховима, Мет Кардин контекстуализује „Предмет бр. 249” као пример Египтоманије. Почетком 1880-их пронађена је мумија Рамзеса II, за кога се верује да је био фараон током библијског егзодуса, а Британци су војно окупирали Египат. Ова два догађаја изазвала су „фасцинацију египатским немртвима” у касној викторијанској ери, популаризовану романом Клеопатра Х. Рајдера Хагарда. Сер Артур Конан Дојл је био мотивисан да напише „Предмет бр. 249” због свог интересовања за натприродно, злочин и египтологију.
„Предмет бр. 249” није било прво дело енглеске књижевности које је укључивало реанимирану мумију; то признање иде Мумији! Причи о 22. веку енглеске списатељице Џејн Веб, научнофантастичном роману насталом под јаким утицајем Франкенштајна Мери Шели. Друга књижевна дела о мумијама која су претходила „Предмету бр. 249” била су „Неколико речи са мумијом”, приповетка Едгара Алана Поа, као и Дојлова сопствена прича „Прстен Тота”. Оно што одваја „Предмет бр. 249” од поменутих књижевних приказа реанимираних мумија је то што је Дојл овде мумију приказао као опасну. Ричард Блајлер пише у књизи Mummies around the World: An Encyclopaedia of Mummies in History, Religion and Popular Culture да је Дојл био инспирисан „савременим археолошким открићима у Египту” док је писао причу, али не и другим књижевним делима. Међутим, Рејф Макгрегор пише да „Предмет бр. 249” има атмосферу која подсећа на Поова „Убиства у Улици Морг”, причу коју је Дојл волео. Макгрегор такође поставља хипотезу да би поређење мумије са мајмуном у „Предмету бр. 249” могло бити директна референца на Поову причу. Мет Кардин, међутим, сматра „Предмет бр. 249” као једноставно коришћење „стандардне” мистериозне структуре. Роџер Лукхерст идентификује Дојлову причу као дело готичке фикције које васкрсава раније готичке тропе „освете, наслеђа и последица поседовања”. Прича је први пут објављена у часопису Harper's Magazine у септембру 1892. и укључена је у Дојлову антологију са медицинском тематиком, Round the Red Lamp.

## Теме

### Империјализам
Пред крај деветнаестог века, многи Британци су сматрали да је Британија у опадању због веровања да се свет морално и културно дегенерисао чак и када се Британска империја ширила. Овај страх, приказан у утицајној књизи Degeneration Макса Нордауа, био је потпомогнут чињеницом да се Британија суочавала са економским претњама из Европе и Сједињених Америчких Држава. Ове околности довеле су до поджанра готичке фикције коју Емили Адлер назива „империјална готика”, а која се бавила британским страхом од инвазије страних култура. Адлер наводи „Предмет бр. 249” и романе Рајнера Хагарда, Рудници цара Соломона и Она: Историја авантуре, као примере овог поджанра. Деглан О. Донгхејл, међутим, види Дојлову причу као критику империјализма. Он је писао да: „Прича доводи у питање у којој мери колонијализам, својом апсорпцијом култура колонизованих, дестабилизује перспективу империјалне, метрополитанске субјективне позиције. Док је процес империјалне асимилације симболизован приватним музејом који Белингам држи у својим просторијама... на крају се чини да је мумија, а не он, та која се пита.”

### Мушкост
Рејф Макгрегор примећује да је Аберкромби Смит стереотипна „слика човека којој се Дојл дивио и коју је покушавао да пројектује себе” и да многим Дојловим причама, посебно његовим делима ирационалне фантастике, недостају такви ликови. У књизи Masculinity and the New Imperialism: Rewriting Manhood in British Popular Literature 1870–1914, Бредли Дин пише да је мумија из „Предмета бр. 249” једна од првих измишљених мумија која је представљена као „мушки конкурент”. Дин сматра да су нека ранија дела британске популарне књижевности, попут романа Она, окарактерисали Британце као мушке, а њихове непријатеље као женске; он сматра да је Дојл подрио ово очекивање тако што је мумију учинио „мушком, безумном, али снажном и брзом [приликом] која прети да победи младог оксфордског спортисту у застрашујућој трци”. Дин тврди да недостатак мушко-женске разлике између Смита и мумије „сугерише мрачнију фрагментацију идентитета и преокрет империјалне хијерархије”.

## Пријем
Радјард Киплинг изјавио је да му је ова приповетка донела прву ноћну мору после много година. У свом есеју „Натприродни ужас у књижевности”, Х. Ф. Лавкрафт пише да: „Дојл је с времена на време ударио моћну спектралну ноту, као у 'Капетану Поларне звезде', причи о арктичкој сабласти, и 'Предмету бр. 249', где се тема реанимиране мумије користи више него обичном вештином.” Ен Рајс је назвала причу „сјајном”. Дејвид Стјуарт Дејвис је уживао у суптилности Дојлове прозе и „растућем осећају ужаса и нестварности” приче, додајући да је Дојл „наставио традицију великих писаца прича о духовима... дозвољавајући сопственој машти читаоца да унапреди магловиту слику коју је насликао писац”. Рејф Макгрегор је писао да прича „остаје веома забавна – да не помињемо узбудљива – ирационална прича”. Макгрегор додаје да, захваљујући „Предмету бр. 249” и другим његовим доприносима жанру, Дојла треба посматрати као мајстора ирационалне фикције. Ендру Баргер је рекао да: „Не само да овој одличној причи о мумији треба придати више пажње, овај Дојлов трилер је једна од најбољих хорор приповедака из друге половине деветнаестог века.” У својој рецензији, Ричард Блајлер хвали „наративну снагу” и „жустар” темпо приче. Међутим, он такође сматра да је ово мање дело викторијанске књижевности које се памти првенствено због свог аутора и тематике, као и да није ни Дојлово најбоље дело ни најбоље белетристично дело које укључује реанимиране мумије.

## Адаптације
Приповетка „Предмет бр. 249” је потенцијално била утицај за причу данас изгубљеног кратког немог филма Пљачка Клеопатрине гробнице (1899). Прича је адаптирана у телевизијску продукцију BBC-а из 1967. Sir Arthur Conan Doyle, као и главни сегмент антологијског филма Tales from the Darkside: The Movie (1990). Сегмент филма Tales from the Darkside садржи елементе слепстика и слешера. Телевизијска адаптација приче, Предмет бр. 249, продуцирана је за BBC и емитована је 24. децембра 2023. године.

## Наслеђе
Прича је постала део бројних антологија. Мумија која се појављује у причи постала је нашироко познати симбол у хорору.
Теоретичар културе Рејф Макгрегор пише у књизи The Conan Doyle Weirdbook да је „Предмет бр. 249”: „Једна од најзначајнијих [прича] у историји натприродне фикције зато што је прва приказала реанимирану мумију као злокобно, опасно створење.” Ово је прво дело белетристике које приказује модерног човека који оживљава мумију преко староегипатских текстова за разлику од електрицитета. Емили Адлер примећује да Дојлова прича претходи Дракули (1897) Брема Стокера и Буби (1897) Ричарда Марша по питању приказа чудовишта из иностранства која нападају Британију. Макгрегор примећује да је приповетка имала значајан утицај на друге гране уметности у којима се појављују мумије, као што су Стокеров роман Драгуљ седам звезда (1903) и филм Мумија (1932) са Борисом Карлофом, као и на приказе зомбија у фикцији. Бредли Дин сматра да је мачо карактеристика лика Хариса из франшизе Мумија, кога је играо Лон Чејни млађи, инспирисана Дојловом причом, док Метју Конијам сматра да филм Мумија (1959) преузима атмосферу из Дојлове приче. Ен Рајс је навела да су „Предмет бр. 249” и „Прстен Тота” инспирација за њен роман The Mummy, or Ramses the Damned (1989), који је посветила Дојлу.